# 1 Samuel 3
1 Samuel 3 es el tercer capítulo del Primer Libro de Samuel en el Antiguo Testamento de la Biblia cristiana  o la primera parte de los Libros de Samuel en la Biblia hebrea. Según la tradición judía, el libro se atribuyó al profeta Samuel, con adiciones de los profetas Gad y Nathan, pero muchos eruditos modernos lo ven como una composición de varios textos independientes de diversas épocas, desde el 630-540 a. C. aproximadamente.  En una sección sobre la vida de Samuel (1 Samuel 1:1-7:17), este capítulo se centra en el llamamiento de Samuel. Gwilym Jones sitúa este pasaje dentro del «género de las narraciones de llamamientos proféticos».

## Samuel comparte su primera visión (3:15-21)

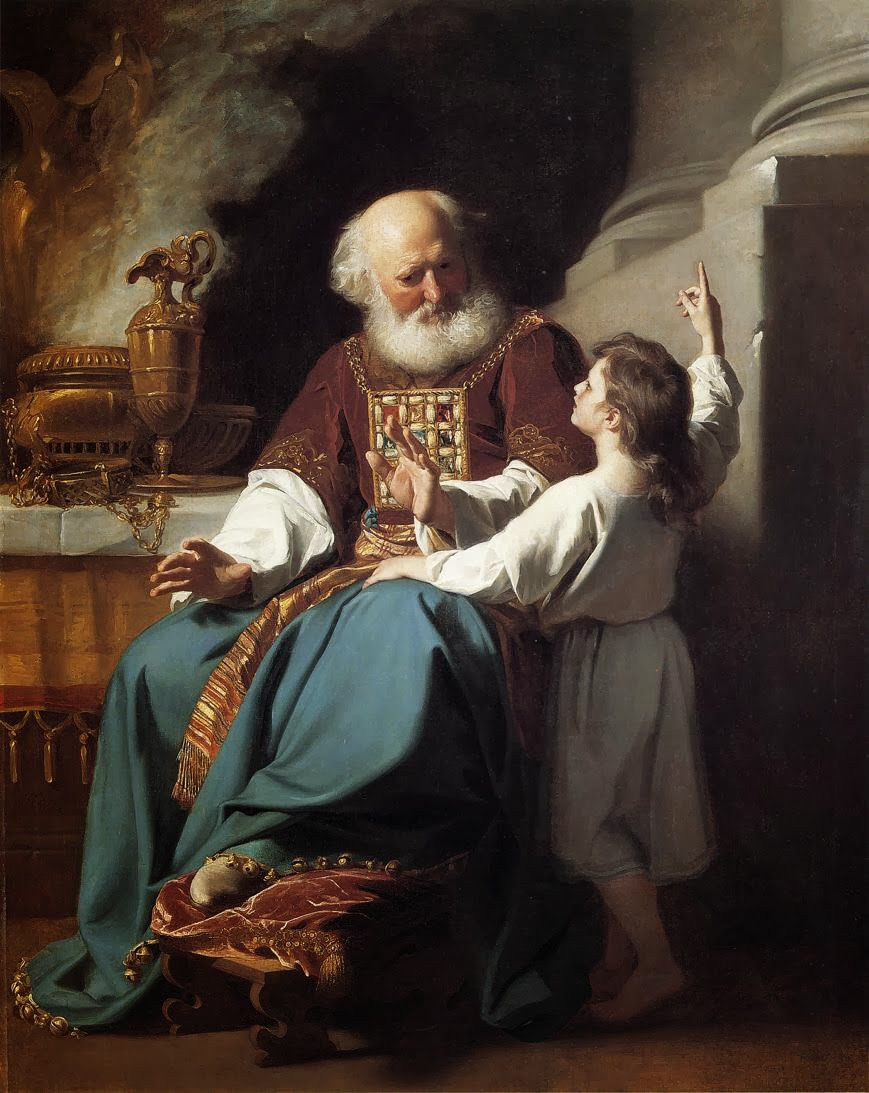
«Samuel relatando a Elí los juicios de Dios sobre la casa de Elí». Pintura de John Singleton Copley (1780)

## Texto
Este capítulo fue escrito originalmente en hebreo. Está dividido en 21 versículos. Algunos de los primeros manuscritos que contienen el texto de este capítulo en hebreo son de la tradición del Texto masorético, que incluye el Códice de El Cairo (895), el Códice de Alepo (siglo X) y Códice Leningradensis (1008). Se encontraron fragmentos que contienen partes de este capítulo en hebreo entre los Rollos del Mar Muerto, incluido el 4Q51 (4QSama; 100-50 a. C.) con los versículos 1-4 y 18-21 existentes.
Entre los manuscritos antiguos existentes de una traducción al griego koiné conocida como la Septuaginta (originalmente realizada en los últimos siglos a. C.) se encuentran el Códice Vaticano (B; {\displaystyle \ ara{G}}B; siglo IV) y el Códice Alejandrino (A; {\displaystyle \ ara{G}}A; siglo V).